# Andreas Abouna
Andreas Abouna, auch Andraos Abouna, (* 23. März 1943 in Bedare bei Zaxo; † 27. Juli 2010 in Erbil) war Weihbischof im Patriarchat von Babylon der Chaldäer.

## Leben
Andreas Abouna (d'Beth Abuna) trat  mit 14 Jahren in das Priesterseminar St. Peter in Mosul ein und empfing am 5. Juni 1966 die Priesterweihe im chaldäischen Ritus. Er war seit 1967 Pfarrer in der Diözese von Basra im Süden des Irak. Seit 1971 war er Pfarrer von Saint Joseph the Worker's Church in Bagdad. 1989 wurde Abouna persönlicher Sekretär des chaldäisch-katholischen Patriarchen von Bagdad, Raphael I. Bidawid. Von 1991 bis 2002 war Abouna in London Borough of Ealing verantwortlich für die chaldäisch und syrisch-katholische Mission in England.
Papst Johannes Paul II. ernannte ihn 2002 zum Titularbischof von Zenobias und bestellte ihn zum Weihbischof im Erzbistum Bagdad, einem mit der römisch-katholischen Kirche unierten chaldäisch-katholischen Erzbistum mit Sitz in Bagdad, Irak. Die Bischofsweihe spendete ihm am 6. Januar 2003 in Rom Papst Johannes Paul II. selbst; Mitkonsekratoren waren die Kurienerzbischöfe Leonardo Sandri und Antonio Maria Vegliò.
Andreas Abouna starb nach langer Krankheit an den Folgen von Nierenversagen. Er wurde unter Leitung von Emmanuel III. Delly, dem Patriarchen von Babylon der chaldäisch-katholischen Kirche, in der Kathedrale von St. Joseph in Ankawa, in der Nähe von Erbil, beigesetzt.